# Naloxone
Naloxone, được bán dưới tên thương mại là Narcan cùng một số tên khác, là một loại thuốc được sử dụng để ngăn chặn những ảnh hưởng của opioid, đặc biệt là nếu dùng thuốc giảm đau quá liều. Naloxone có thể được kết hợp với một opioid (trong cùng một viên thuốc) để giảm nguy cơ lạm dụng. Khi tiêm vào tĩnh mạch, naloxone hoạt động trong vòng hai phút, và khi tiêm vào cơ bắp, nó hoạt động trong vòng năm phút, chúng cũng có thể được xịt vào mũi.  Ảnh hưởng của naloxone kéo dài khoảng nửa giờ đến một giờ. Có thể cần nhiều liều, vì thời gian tác dụng của hầu hết các opioid là dài hơn so với naloxone.
Việc dùng thuốc cho những người phụ thuộc vào opioid có thể gây ra các triệu chứng giống với khi cai nghiện opioid, bao gồm bồn chồn, kích động, buồn nôn, nôn, nhịp tim nhanh và đổ mồ hôi. Để ngăn chặn điều này, thuốc có thể được sử dụng với liều nhỏ mỗi vài phút cho đến khi đạt được hiệu quả mong muốn. Ở những người bị bệnh tim trước đó hoặc dùng các loại thuốc có tác động tiêu cực đến tim, các vấn đề về tim sẽ tiếp tục diễn ra. Thuốc này có thể là an toàn nếu dùng trong thai kỳ, thông tin có được từ một số ít phụ nữ dùng thuốc. Naloxone là một chất đối kháng thụ thể opioid không đặc hiệu và cạnh tranh. Nó hoạt động bằng cách đảo ngược giảm hoạt động của hệ thần kinh trung ương và hệ hô hấp gây ra bởi opioid.
Naloxone được cấp bằng sáng chế vào năm 1961 và được Cơ Quan Quản Lý Thực Phẩm và Dược Phẩm phê chuẩn cho những bệnh nhân dùng quá liều opioid vào năm 1971. Nó nằm trong danh sách các thuốc thiết yếu của Tổ Chức Y Tế Thế Giới, tức là nhóm những loại thuốc hiệu quả và an toàn nhất cần thiết trong một hệ thống y tế. Naloxone có sẵn dưới dạng thuốc gốc. Giá bán buôn của nó ở các nước đang phát triển là từ 0,50 đô la đến 5,30 đô la mỗi liều. Lọ naloxone không đắt lắm (dưới $ 25) ở Hoa Kỳ. Tuy nhiên, giá cho một gói hai máy bơm tự động ở Mỹ đã tăng từ $ 690 trong năm 2014 lên $ 4,500 trong năm 2016. Giá 2018 cho NHS ở Vương quốc Anh là khoảng £ 5 cho mỗi liều.